# Meinhard de Holstein
Pour les articles homonymes, voir Meinhard.
Meinhard de Holstein ou Meinhard de Segeberg, né en 1127 et mort le 14 août ou 11/12 octobre 1196, est un prêtre germanique des chanoines réguliers de saint Augustin qui fut premier évêque de Livonie à Ikšķile (Uexküll) de 1186 jusqu'à sa mort. Il est considéré comme saint par l'Église catholique, canonisé par le pape Jean-Paul II en 1993.

## Biographie
On sait assez peu de choses sur la vie de Meinhard. Des éléments biographiques se trouvent par exemple dans les chroniques d'Aubry de Trois-Fontaines et de Henri le Letton, ainsi que dans l'Arnoldi Chronica Slavorum rédigée par Arnold de Lübeck. Il a reçu son éducation religieuse auprès des chanoines augustiniens de l'abbaye de Segeberg.

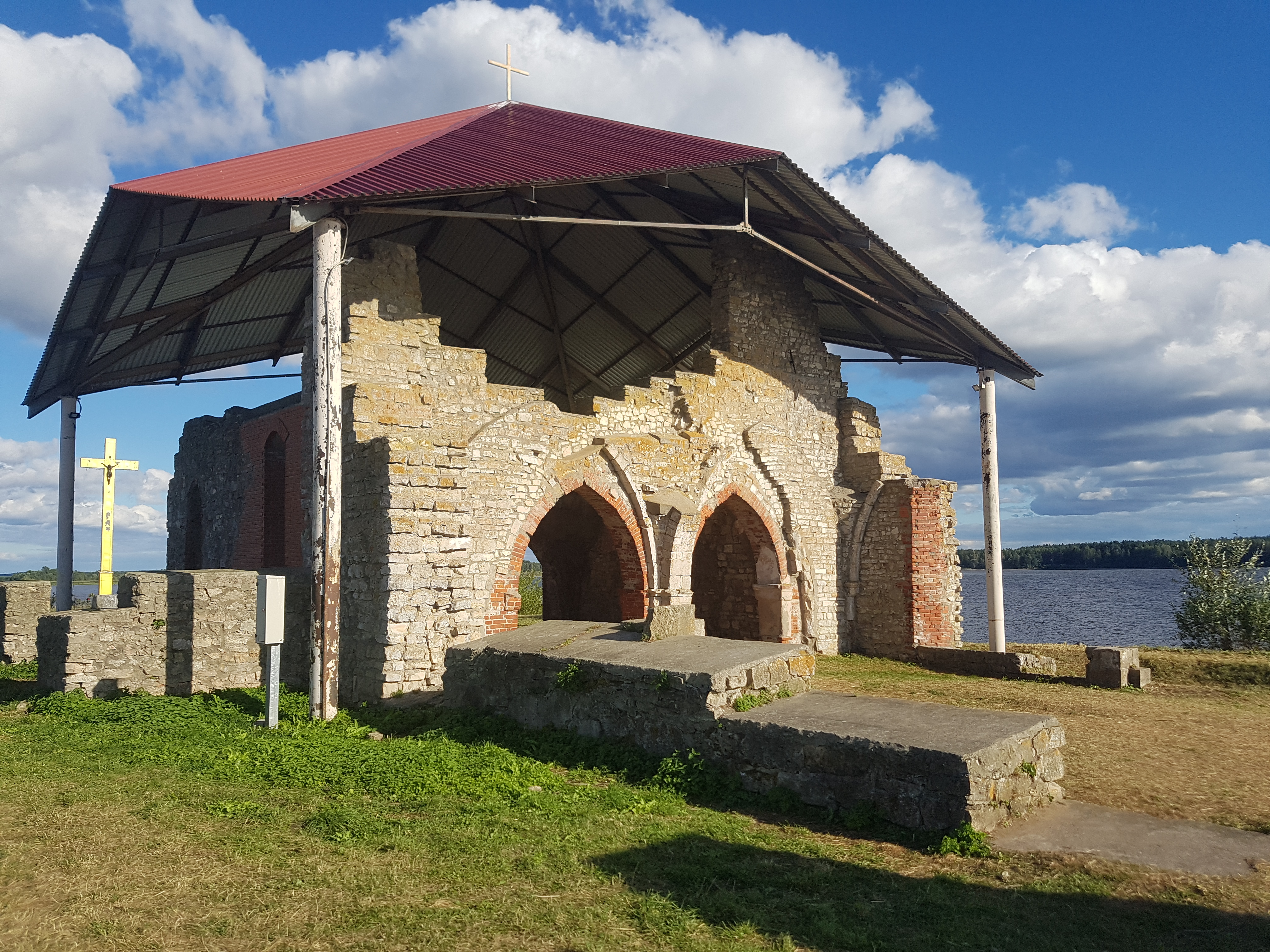
Ruines de la première église mariale près d'Ikšķile, consacrée par Meinhard vers 1185.

À partir de 1062 déjà, le travail de l'archevêque Adalbert de Brême constitue la première tentative de conversion au christianisme de la région balte habitée par le peuple païen des Livoniens, sans succès. Une centaine d'années plus tard, Meinhard se rend dans la Livonie qu'il commence à évangéliser. Il fait construire une chapelle sur la Daugava en un lieu nommé Ikšķile en letton. Il obtient de maigres succès et l’archevêque Hartwig II de Brême crée en 1186 le diocèse de Livonie et fait de Meinhard son premier évêque. Il lui envoie en plus Théodoric, un moine cistercien venant du monastère de Loccum en Westphalie, prêtre à Turaida qui se révèle être un collaborateur précieux. Il sera le fondateur des l'Ordre des chevaliers Porte-glaives en 1202.
Après la mort de Meinhard, son successeur Berthold de Hanovre (de) doit appeler des croisés saxons pour défendre la petite colonie contre un retour offensif du paganisme livonien et il meurt en 1198, dans une embuscade près de Riga. Théodoric se rend à Rome auprès du pape Célestin III pour obtenir de ce dernier une aide dans les régions baltes. Ce sera le début des croisades baltes, emmenées par Albert de Buxhoeveden.
Depuis le XIVe siècle, le tombeau de Meinhard se trouve dans la cathédrale de Riga.